# کارل-هاینتس اشپیکناگل
کارل-هاینتس اشپیکناگل (به آلمانی: Karl-Heinz Spickenagel) بازیکن فوتبال و دروازه‌بان اهل آلمان شرقی بود که از سال ۱۹۵۴ میلادی عضو تیم ملی فوتبال آلمان شرقی بوده‌است. وی در ۲۹ بازی ملی حضور داشته و در بازی‌های ملی‌اش گلی به ثمر نرساند. کارل-هاینتس اشپیکناگل آخرین بازی ملی خود را در سال ۱۹۶۲ میلادی انجام داد.